# Wehrden (Weser)
Wehrden is een plaats in de Duitse gemeente Beverungen, deelstaat Noordrijn-Westfalen, en telde in 2014 808 inwoners. De plaats is sinds 1 januari 1970 onderdeel van de gemeente Beverungen.
Ter voorkoming van verwarring met het stadsdeel Wehrden (Saar) in de gemeente Völklingen wordt de plaats in veel officiële stukken aangeduid met Wehrden (Weser).

## Ligging, infrastructuur
Het dorp ligt aan de Wezer en aan de door het dal hiervan lopende Bundesstraße 83, op 6 km ten noorden van het stadje Beverungen. Tegenover het dorp ligt een fraai, bebost deel van het Weserbergland (Natuurpark Sölling/Vögler). Een veerpont over de Wezer (alleen voor voetgangers en fietsers) verbindt het dorp met het aan de oostoever gelegen Fürstenberg, onderdeel van de Samtgemeinde Boffzen.
Wehrden heeft een station, Station Wehrden, aan de Spoorlijn Ottbergen - Northeim (Sollingbahn). Wehrden is de enige plaats in de gemeente Beverungen die per trein kan worden bereikt.

## Geschiedenis, bijzondere gebouwen
Het dorp wordt in 860 voor het eerst in een document vermeld. Hermann Werner von Wolff-Metternich zur Gracht, prinsbisschop van Paderborn, liet van 1696-1699 voor zichzelf het Schloss Wehrden bouwen op de restanten van een ouder kasteel. Het kasteel is sindsdien in handen gebleven van de familie Von Wolff-Metternich / Von Köckritz. In het bijbehorende kasteelpark zijn een aantal bomen aangewezen als natuurmonument.
De in 1698 gebouwde rooms-katholieke dorpskerk Heilige Familie und St. Stephanus is gewijd aan de Heilige Familie en Sint Stefanus.
In het dorp was ook het zaadveredelingsbedrijf Max Kornacker gevestigd. Dit bedrijf was opgericht in 1841 en produceerde bloem- en nuttige plantenzaden die het wereldwijd exporteerde. In de jaren dertig van de 20e eeuw telde het bedrijf zo’n 300 medewerkers. In die tijd werd het dorpsbeeld gedomineerd door uitgestrekte velden met bloemen en groenten rond het centrum.
Aan het eind van de Tweede Wereldoorlog staken op 8 april 1945 eenheden van de 16th US Infantry Regiment met aanvalsboten de Wezer over bij Wehrden. Bij Eschenberg ten zuiden van Fürstenberg stuitten ze op een sterke Duitse stelling die het bevel had stand te houden.

## Afbeeldingen

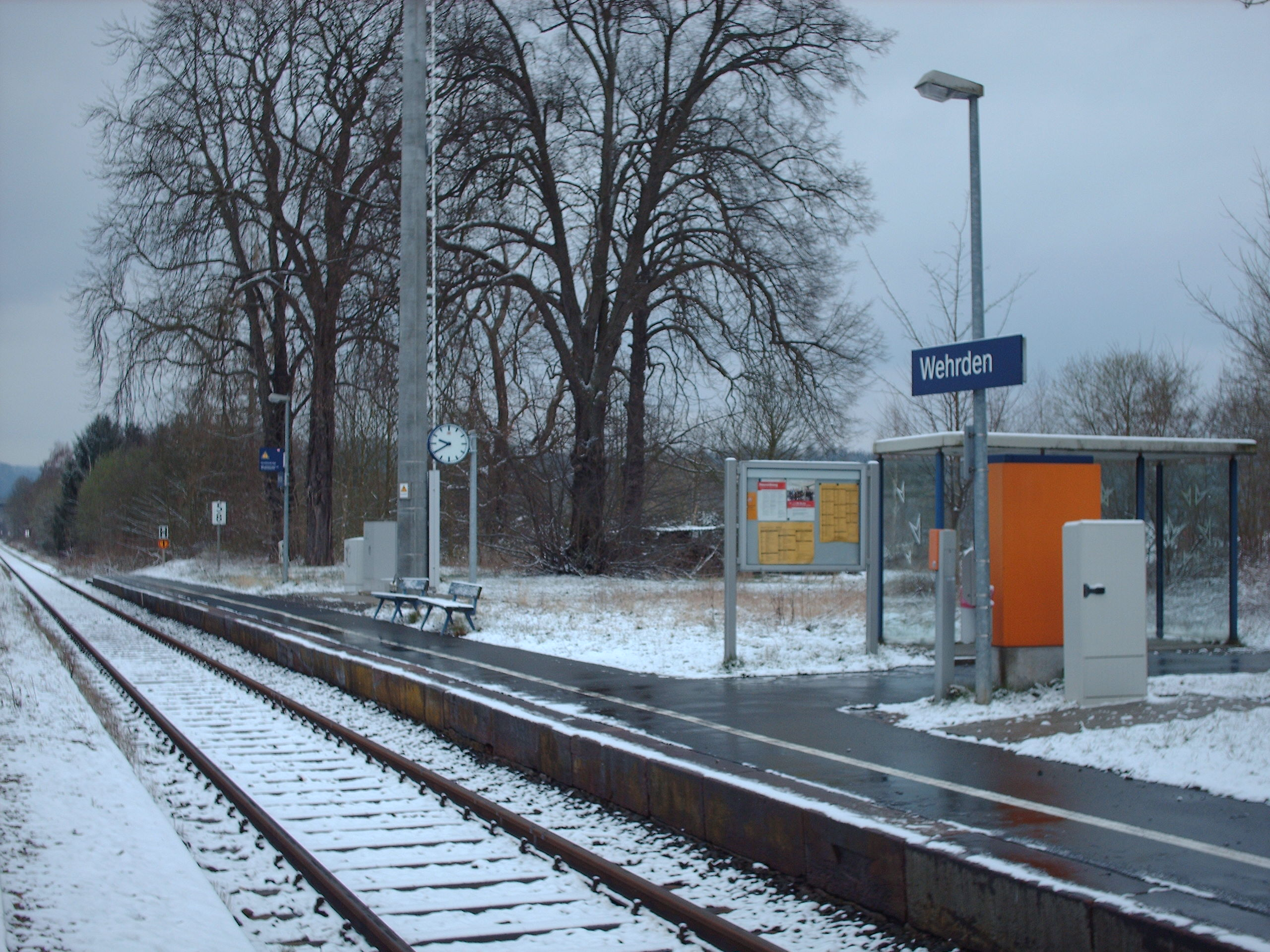
Het Station Wehrden
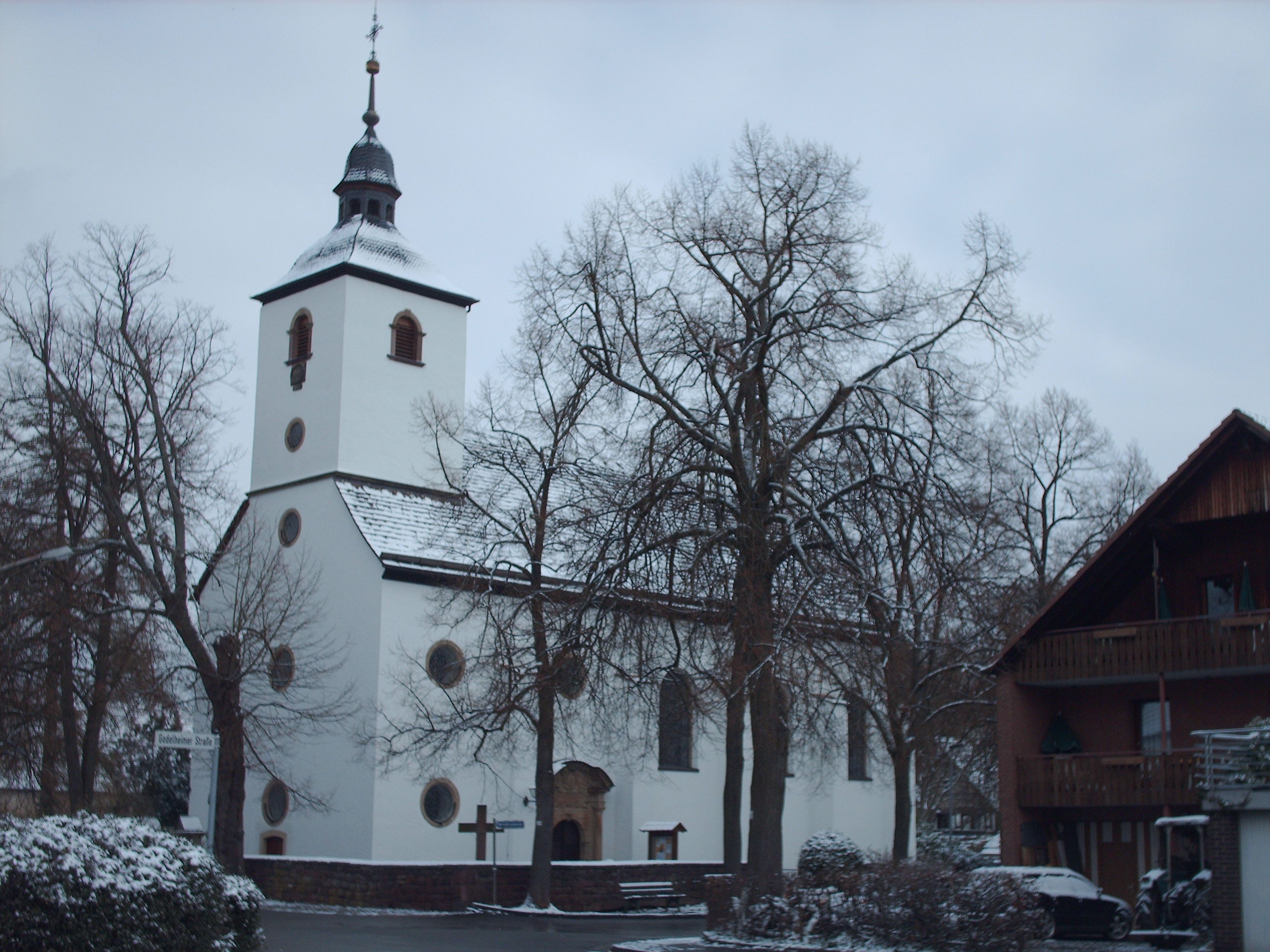
Dorpskerk van Wehrden
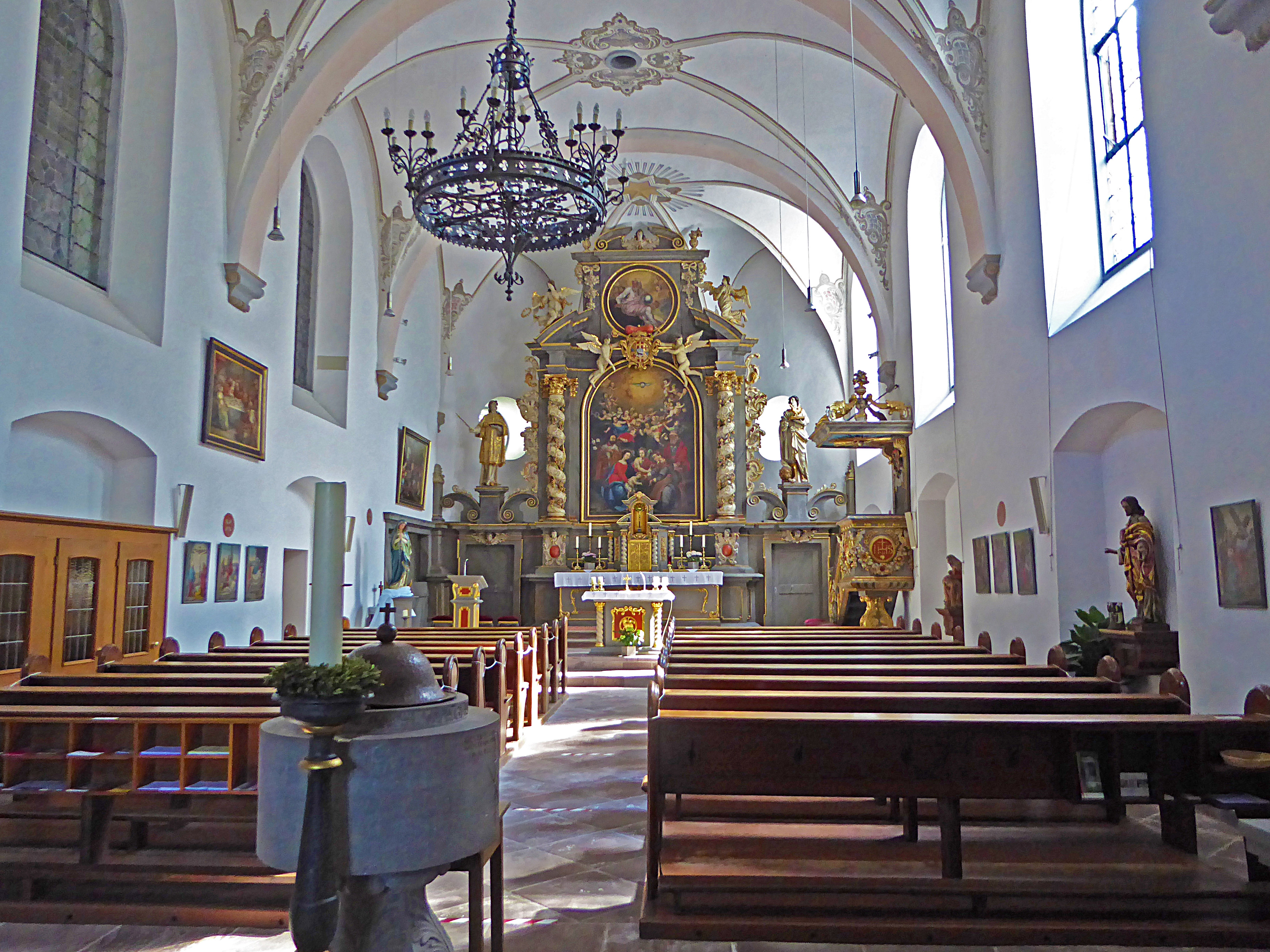
Interieur van deze kerk
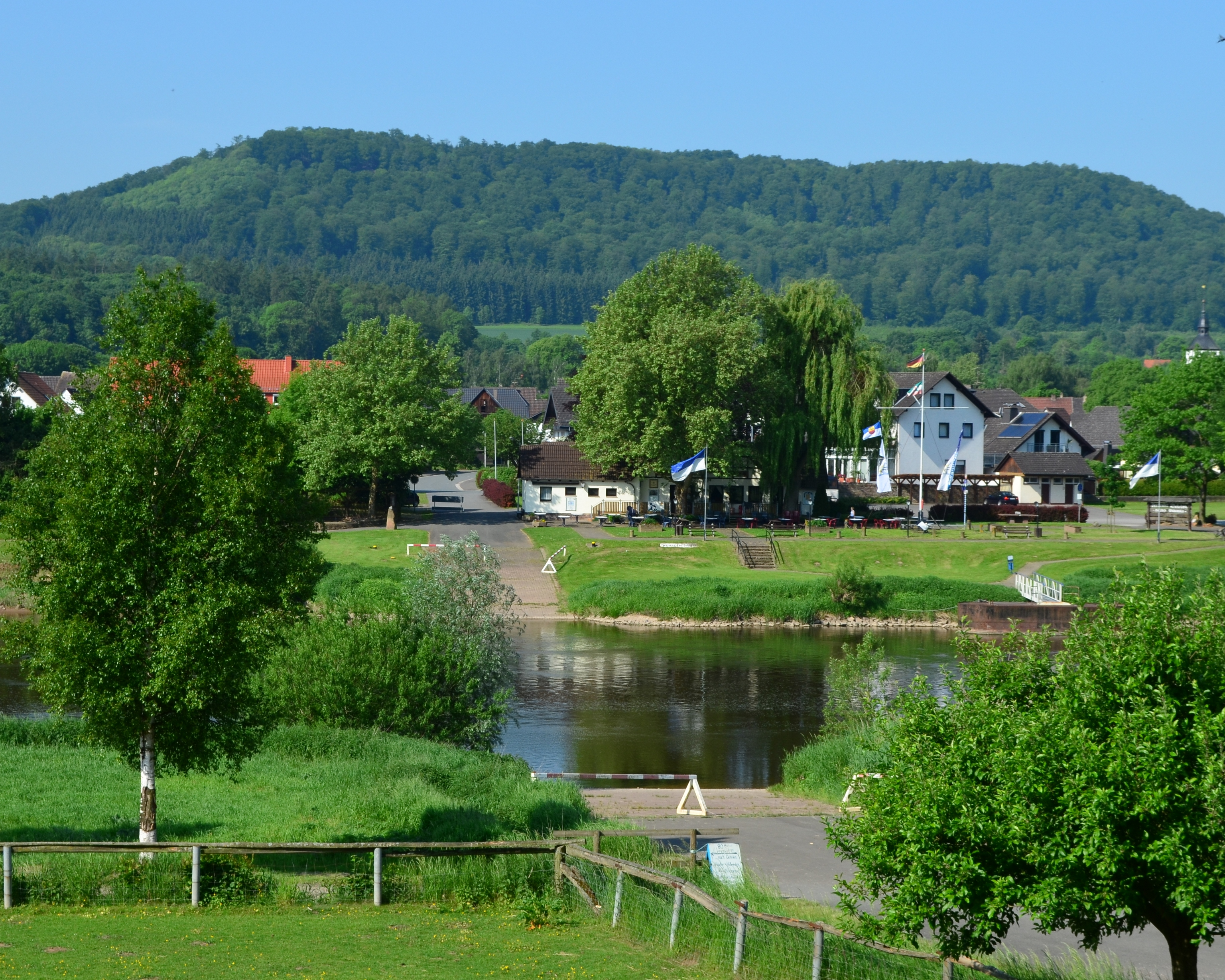
Gezicht op het dorp vanaf de overkant van de Wezer